# TW de l'Hidra Femella

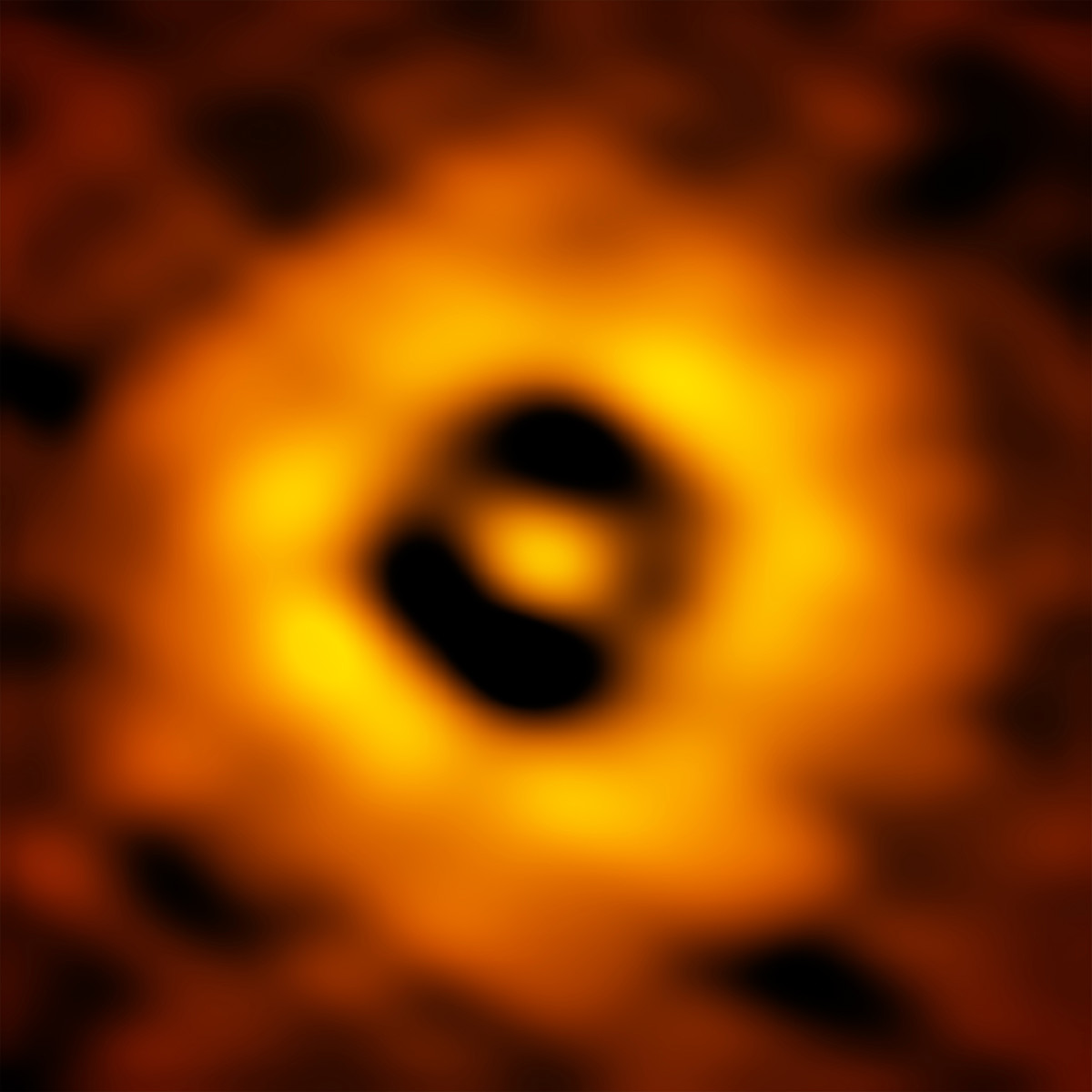

TW de l'Hidra Femella (TW Hydrae) és un estel en la constel·lació d'Hidra de magnitud aparent +11,1. Al costat d'altres 20 estels de baixa massa, TW de l'Hidra Femella forma part de l'associació estel·lar de TW de l'Hidra Femella, a la qual dona nom.

## Característiques
TW de l'Hidra Femella és una nana taronja de tipus espectral K8Ve. Té una temperatura efectiva de 3973 K i gira sobre si mateixa amb una velocitat de rotació projectada de 6 km/s. A 184 anys llum de distància del sistema solar, és l'estrella T Tauri més propera al Sol i, com a tal, és un estel molt jove, amb una edat de 8 a 10 milions d'anys. L'estel sembla estar formant un disc protoplanetari de pols i gas, que en imatges del Telescopi espacial Hubble apareix vist de front.

## Disc protoplanetari
El 2005 es va descobrir un disc circumestel·lar de més de 10 UA de diàmetre al voltant de TW de l'Hidra Femella. Aquest conté petits fragments de roca, que poden constituir el material per a la formació de futurs planetes. La grandària de les partícules del disc és de l'ordre de centímetres. D'acord amb la teoria comunament acceptada, la formació planetària comença quan els grans de la pols del disc xoquen i acreixen formant fragments majors, que amb el transcurs del temps acaben formant planetes.

## Possible sistema planetari
En 2007 es va anunciar el descobriment d'un planeta massiu al voltant de TW de l'Hidra Femella, denominat TW de l'Hidra Femella b. Tindria una massa aproximada 9,8 vegades major que la massa de Júpiter, un període orbital de 3,56 dies, i es mouria a una distància de 0,04 UA de l'estel, dins de la vora interna del disc protoplanetari. Ja que l'estel és tan jove, podria ser el planeta extrasolar més jove descobert fins al moment, i essencialment podria estar encara en formació. El diàmetre probable del planeta seria 1,5 vegades el de Júpiter, i brillaria intensament a causa de la seva joventut, abans de refredar-se i contreure's en el transcurs dels propers milers de milions d'anys fins a la grandària de Júpiter.
| Acompanyant (En ordre des de l'estrella) | Massa (MJ)  | Període orbital (dies) | Semieix major (UA) | Excentricitat |
| ---------------------------------------- | ----------- | ---------------------- | ------------------ | ------------- |
| TW de l'Hidra Femella b                  | > 9,8 ± 3,3 | 3,56 ± 0,02            | 0,041 ± 0,002      | 0,04 ± 0,03   |

'
No obstant això, un posterior estudi en 2008 ha arribat a la conclusió que en realitat el planeta no existeix. Les variacions de la velocitat radial no eren conseqüents quan eren observades en longituds d'ona diferents, la qual cosa no es produiria si aquestes variacions estiguessin ocasionades per la presència d'un planeta. En canvi, les variacions semblen ser causades per una taca estel·lar freda que cobreix el 7 % de la superfície de TW de l'Hidra Femella, la qual entra i surt del camp de visió a mesura que l'estel rota.